# Sylvia Bergé
Pour les articles homonymes, voir Bergé.
Sylvia Bergé, née le 21 décembre 1962 à Paris 15e, est une comédienne française, sociétaire de la Comédie Française également active dans la chanson et le doublage.

## Biographie
Elle est la fille de Georges Descrières (né Georges Bergé), ancien doyen de la Comédie-Française, et de la comédienne Geneviève Brunet.

### Formation
Après des études de russe et de japonais, elle se consacre au théâtre et intègre le cours Florent puis le Conservatoire national supérieur d'art dramatique.

### Théâtre
Elle entre à la Comédie-Française le 1er décembre 1988, elle en est la 496e sociétaire depuis le 1er janvier 1998.
Jean-Louis Barrault la met en scène dans Angelo, tyran de Padoue de Victor Hugo et Philippe Adrien la dirige dans Les Acteurs de bonne foi et La Méprise de Marivaux.
À l’aise aussi bien dans le répertoire classique que dans les pièces contemporaines, Sylvia Bergé est sollicitée par des metteurs en scène de renom comme Jacques Lassalle, Jean-Louis Benoît, Robert Wilson, Julie Brochen, Michel Vinaver, Saadallah Wannous ou Gérard Desarthe.
En 2016, Anne Kessler la met en scène dans La Ronde de Schnitzler et Ivo van Hove dans son adaptation des Damnés d’après le scénario de Visconti.
En 2009, Sylvia Bergé interprète Le Testament de Vanda, monologue écrit pour elle par Jean-Pierre Siméon. En tournée, ce seul-en-scène lui vaut le prix d’interprétation au Festival Acteur de l’Europe en Macédoine et à Vratsa en Bulgarie.
Ses dispositions naturelles pour le chant et sa formation en art vocal font d’elle une candidate idéale pour les rôles mêlant chant et comédie. Daniel Mesguich lui confie le rôle de Metella dans La Vie parisienne d’Offenbach, Lukas Hemleb celui de Régina Morti dans Une visite inopportune de Copi, Laurent Pelly celui de Jenny-la-Bordelière dans L’Opéra de quat’sous de Brecht et Weill.
Elle conçoit, interprète et dirige Le Cabaret des mers ainsi que Quatre femmes et un piano et joue dans Chansons déconseillées, Cabaret Barbara et Cabaret Brassens. Pour Les Ondes magnétiques, elle retrouve David Lescot qui l’avait déjà mise en scène dans Les Derniers Jours de l’Humanité de Karl Kraus.
Hors Comédie-Française, Sylvia Bergé interprète Sœur Ursule dans Le Domino noir, mis en scène par Christian Hecq et Valérie Lesort (Opéra-Comique). Elle est récitante dans Le Roi David de Honegger au Festival d’Edimbourg, dans Perséphone de Stravinsky à l’Opéra d’Oslo et dans L’Histoire du soldat de Stravinsky, Salle Pleyel. En 2018, Christian Schiaretti la met en scène dans La Voix humaine de Cocteau au TNP.

### Télévision
Sylvia Bergé joue dans le téléfilm de Dominique Cabrera Ça ne peut pas continuer comme ça et remporte le prix Gilda au Festival international Cinema e donne à Florence.
Sylvia Bergé est chevalière dans l’Ordre des Arts et des Lettres.

## Théâtre

### A la Comédie-Française
- 1988 : La guerre de Troie n'aura pas lieu de Jean Giraudoux, mise en scène Raymond Gérôme
- 1989 : Le Misanthrope de Molière, mise en scène Simon Eine
- 1990 : Le Misanthrope de Molière, mise en scène Simon Eine, tournée
- 1990 : L'Émission de télévision de Michel Vinaver, mise en scène Jacques Lassalle, Comédie-Française au Théâtre national de l'Odéon, Théâtre national de Strasbourg
- 1991 : Iphigénie de Racine, mise en scène Yannis Kokkos
- 1992 : Le roi s'amuse de Victor Hugo, mise en scène Jean-Luc Boutté
- 1992 : L'Étau de Luigi Pirandello, mise en scène Jean-Louis Benoît, Comédie-Française au Théâtre national de l'Odéon
- 1993 : Le Silence de Nathalie Sarraute, mise en scène Jacques Lassalle, Théâtre du Vieux-Colombier
- 1995 : Le Misanthrope de Molière, mise en scène Simon Eine
- 1995 : Neiges de Nicolas Bréhal, mise en scène Charles Tordjman
- 1995 : Intrigue et Amour de Friedrich von Schiller, mise en scène Marcel Bluwal
- 1996 : Phèdre de Racine, mise en scène Anne Delbée
- 1997 : La Vie parisienne de Jacques Offenbach, mise en scène Daniel Mesguich
- 1997 : L'Hiver sous la table de Roland Topor, mise en scène Claude Confortès, Studio-Théâtre
- 1998 : Le Comédien métamorphosé de Stefan Zweig, mise en scène Jacques Connort, Studio-Théâtre
- 1998 : L'Hiver sous la table de Roland Topor, mise en scène Claude Confortès, Studio-Théâtre
- 1998 : Les Femmes savantes de Molière, mise en scène Simon Eine
- 1999 : Le Revizor de Nikolaï Gogol, mise en scène Jean-Louis Benoît
- 2000 : L'École des maris de Molière, mise en scène Thierry Hancisse
- 2001 : Jacques Rebotier, lecture dans le cadre des Salons littéraires, Studio-Théâtre
- 2001 : Jeudis festifs de Katalin Thuróczy, mise en lecture Jacques Connort, Studio-Théâtre
- 2001 : Sganarelle ou le Cocu imaginaire de Molière, mise en scène Thierry Hancisse, Studio-Théâtre
- 2001 : Une visite inopporture de Copi, mise en scène Lukas Hemleb, Studio-Théâtre
- 2002 : Un jour de légende - Les Temps modernes de Victor Hugo d'après La Légende des siècles, poèmes lus à plusieurs voix
- 2002 : Le Vertige des animaux avant l'abattage de Dimitri Dimitriadis, mise en lecture Michel Didym et Armando Llamas, Studio-Théâtre
- 2002 : Une visite inopporture de Copi, mise en scène Lukas Hemleb, Studio-Théâtre
- 2002 : Hommage à Alexandre Dumas : Christine à Fontainebleau, Théâtre du Vieux-Colombier
- 2003 : Esther de Racine, mise en scène Alain Zaepffel
- 2003 : Le Jeu d'Adam de Adam La Halle, mise en scène Jacques Rebotier, Théâtre du Vieux-Colombier
- 2004 : Un auteur, un acteur... Nancy Huston, lecture, Studio-Théâtre
- 2004 : Feu le music-hall de Colette, mise en scène Karine Saporta, Théâtre du Vieux-Colombier
- 2004 : Les Temps retrouvés, mise en scène Jacqueline Razgonnikoff, Studio-Théâtre
- 2004 : Les Fables de La Fontaine, mise en scène Bob Wilson, Salle Richelieu
- 2005 : Les Bacchantes d'Euripide, mise en scène André Wilms
- 2006 : Cyrano de Bergerac d'Edmond Rostand, mise en scène Denis Podalydès, Salle Richelieu
- 2007 : Cyrano de Bergerac d'Edmond Rostand, mise en scène Denis Podalydès, Salle Richelieu
- 2007 : Les Fables de La Fontaine, mise en scène Bob Wilson, Salle Richelieu
- 2008 : Penthésilée d'Heinrich von Kleist, mise en scène Jean Liermier
- 2008 : Vie du grand dom Quichotte et du gros Sancho Pança d'António José da Silva, mise en scène Émilie Valantin
- 2008 : Cyrano de Bergerac d'Edmond Rostand, mise en scène Denis Podalydès, Salle Richelieu
- 2008 : Fanny de Marcel Pagnol, mise en scène Irène Bonnaud, Théâtre du Vieux-Colombier
- 2008 : Le Voyage de monsieur Perrichon d'Eugène Labiche, mise en scène Julie Brochen, Théâtre du Vieux-Colombier
- 2009 : L'Ordinaire de Michel Vinaver, mise en scène Michel Vinaver
- 2009 : Vie du grand dom Quichotte et du gros Sancho Pança d'António José da Silva, mise en scène Émilie Valantin
- 2009 : Figaro divorce d'Ödön von Horváth, mise en scène Jacques Lassalle, Salle Richelieu
- 2009 : Le Testament de Vanda de Jean-Pierre Siméon, Théâtre du Vieux-Colombier
- 2009 : Les Contes du chat perché : Le Loup de Marcel Aymé, mise en scène Véronique Vella, Studio-Théâtre
- 2010 : La Dispute de Marivaux, mise en scène Muriel Mayette, tournée en France
- 2010 : Cyrano de Bergerac d'Edmond Rostand, mise en scène Denis Podalydès, Salle Richelieu
- 2010 : Les Oiseaux d'Aristophane, mise en scène Alfredo Arias, Salle Richelieu
- 2011 : L'Opéra de quat'sous de Bertolt Brecht et Kurt Weill, mise en scène Laurent Pelly, Salle Richelieu
- 2011 : Chansons déconseillées, mise en scène Philippe Meyer, Studio-Théâtre
- 2011 : La Noce de Bertolt Brecht, mise en scène Isabel Osthues, Théâtre du Vieux-Colombier
- 2013 : Rituel pour une métamorphose de Saadallah Wannous, mise en scène Sulayman Al-Bassam, Salle Richelieu
- 2010 : Cyrano de Bergerac d'Edmond Rostand, mise en scène Denis Podalydès, Salle Richelieu
- 2013 : Psyché de Molière, mise en scène Véronique Vella, Salle Richelieu
- 2014 : Psyché de Molière, mise en scène Véronique Vella, Salle Richelieu (reprise)
- 2014 : Cabaret Barbara de Barbara, mise en scène Béatrice Agenin, Studio-Théâtre
- 2015: Les Estivants de Maxime Gorki, mise en scène Gérard Desarthe, Salle Richelieu
- 2016 : Cyrano de Bergerac d'Edmond Rostand, mise en scène Denis Podalydès, Salle Richelieu
- 2016 : Les Derniers Jours de l'humanité de Karl Kraus, mise en scène David Lescot, Théâtre du Vieux-Colombier
- 2016 : Les Damnés d'après Luchino Visconti, mise en scène Ivo Van Hove, Festival d'Avignon puis Salle Richelieu
- 2016 : La ronde de Schnitzler, mise en scène Anne Kessler, Théâtre du Vieux-Colombier
- 2017 : La Règle du jeu de Jean Renoir, mise en scène Christiane Jatahy, Salle Richelieu
- 2018 : Les Ondes magnétiques de David Lescot, mise en scène de l'auteur, Vieux Colombier
- 2019 : Les Oubliés de et mise en scène Julie Bertin et Jade Herbulot, Théâtre du Vieux-Colombier
- 2021 : Hansel et Gretel des Frères Grimm, mise en scène Rose Martine, Studio-Théâtre
- 2021 : Mais quelle comédie! spectacle musical, conception et mise en scène :Marina Hands et Serge Bagdassarian , Salle Richelieu
- 2022 : Le Bourgeois gentilhomme de Molière, mise en scène Valérie Lesort et Christian Hecq, Salle Richelieu
- 2022 : Le mariage forcé de Molière, mise en scène Louis Arène, Studio -Théâtre
- 2023 : Le Chien - Les Contes du chat perché de Marcel Aymé, mise en scène Raphaëlle Saudinos et Véronique Vella, Studio-Théâtre
- 2024 : Le Mariage forcé de Molière, mise en scène Louis Arène, théâtre du Rond-Point (production Comédie-Française)
- 2025 : Le Moche de Marius von Mayenburg, mise en scène Aurélien Hamard-Padis, Studio-Théâtre, Comédie-Française

### Hors Comédie-Française
- 1984 : Angelo, tyran de Padoue de Victor Hugo, mise en scène Jean-Louis Barrault, Théâtre Renaud-Barrault
- 1986 : Prometheus d'Eschyle, mise en scène Mehmet Ulusoy, Théâtre de l'Athénée-Louis-Jouvet
- 1986 : Les Acteurs de bonne foi et La Méprise de Marivaux, mise en scène Philippe Adrien, Conservatoire national supérieur d'art dramatique
- 1987 : Les Acteurs de bonne foi et La Méprise de Marivaux, mise en scène Philippe Adrien, Théâtre de l'Athénée-Louis-Jouvet
- 2013 : Rituel pour une métamorphose de Saadallah Wannous, mise en scène Sulayman Al-Bassam, Théâtre du Gymnase
- 2018 : Domino noir opéra-comique d'Eugène Scribe musique d'Auber mise en scène Valérie Lesort et Christian Hecq à l'Opéra de Liège et l'Opéra Comique de Paris
- 2019 : Poil de carotte spectacle musical d'après Jules Renard adaptation et mise en scène Zabou Breitman, musique de Reinhardt Wagner à l'Opéra de Montpellier.

## Filmographie

### Télévision
- 1990 : Les Cinq Dernières Minutes de Patrick Bureau, épisode : Hallali
- 2013 : Ça ne peut pas continuer comme ça de Dominique Cabrera (TV)
- 2013 : Joséphine, ange gardien de Pascal Heylbroeck (TV)

## Doublage

### Cinéma

#### Films
- Patricia Clarkson dans : 
  - Les Fous du roi (2006) : Sadie Burke
  - Une fiancée pas comme les autres (2007) : Dr Dagmar Bergman
  - Le Labyrinthe (2014) : Ava Paige
  - Le Labyrinthe : La Terre brûlée (2015) : Ava Paige
  - Le Labyrinthe : Le Remède mortel (2018) : Ava Paige

- Helen McCrory dans :  
  - Hugo Cabret (2011) : « Mamie Jeanne »
  - Skyfall (2012) : Claire Dowar
  - Les Jardins du roi (2014) : Madame Le Notre

- Janet McTeer dans :
  - Divergente 2 : L'Insurrection (2015) : Edith Prior
  - Divergente 3 : Au-delà du mur (2016) : Edith Prior
  - Le Menu (2022) : Lilian Bloom

- Tilda Swinton dans : 
  - Ave, César ! (2016) : Thora Thacker / Thessaly Thacker
  - The Killer (2023) : l'experte

- 2004 : Alexandre : Olympias, sa mère (Angelina Jolie)
- 2004 : La Chute : Magda Goebbels (Corinna Harfouch)
- 2005 : Truman Capote : Nelle Harper Lee (Catherine Keener)
- 2006 : Love Song : Georgianna (Deborah Kara Unger)
- 2008 : Wild Child : Mrs. Kingsley (Natasha Richardson)
- 2008 : Un été italien : Marianne (Hope Davis)
- 2009 : Life During Wartime : Trish (Allison Janney)
- 2009 : Jusqu'en enfer : Trudy Dalton (Molly Cheek)
- 2010 : The Nutcracker in 3D : Louise / Fée des neiges (Julia Vysotskaya)
- 2010 : Tamara Drewe : Beth Hardiment (Tamsin Greig)
- 2011 : Trois fois 20 ans : Mary (Isabella Rossellini)
- 2011 : Oh My God ! : Charlotte Dalrymple (Maggie Gyllenhaal)
- 2013 : Oblivion : Sally (Melissa Leo)
- 2013 : Capitaine Phillips : ? (?)
- 2014 : Grace de Monaco : Maria Callas (Paz Vega)
- 2016 : Tu ne tueras point : Bertha Doss (Rachel Griffiths)[2]
- 2016 : Nocturnal Animals : Anne Sutton (Laura Linney)
- 2016 : Neruda : Delia del Carril (Mercedes Morán)
- 2017 : Churchill : Clementine Churchill (Miranda Richardson)
- 2018 : Les Heures sombres : Clementine Churchill (Kristin Scott Thomas)
- 2020 : La Mission : Mme Gannett (Elizabeth Marvel)
- 2021 : Madres paralelas : Elena (Rossy de Palma)
- 2023 : Baghead : Regina (Julika Jenkins (en))

#### Films d'animation
- 2004 : Mickey, Donald, Dingo : Les Trois Mousquetaires : Clarabelle Cow (voix chantée)
- 2020 : Aya et la sorcière : Bella Yaga
- 2022 : Le Dragon de mon père : la narratrice[3]
- 2024 : Moi, moche et méchant 4 : Valentina[4]

### Télévision

#### Séries télévisées
- 2013 : Jo : Béatrice Dormont (Orla Brady)
- 2019 : Un espion très recherché : Hanka (Lenka Vlasáková[5]) (mini-série)
- 2021 : Sissi : l'archiduchesse Sophie (Désirée Nosbusch) (mini-série)
- 2022 : Esterno notte : Eleonora Moro (Margherita Buy)
- 2022 : Mystery Road : Les origines : ? ( ? )
- 2023 : Cannes police criminelle : la commissaire Nina Leblanc (Nancy Tate)

#### Série d'animation
- 2003 : Ratz : Svetlana

#### Téléfilms
- 2017 : Une mère malveillante : Holly (Hutchi Hancock)
- 2021 : Coup de foudre avant Noël : Rona Bellingham (Marilu Henner)